# Tatra 163
Le Tatra T 163 Jamal (surnommé d'après le nom de la péninsule de Yamal de Sibérie, en Russie) est un modèle de camion lourd fabriqué par la société tchèque Tatra. Il utilise le concept traditionnel Tatra de tube dorsal rigide et de demi-essieux oscillants offrant une suspension indépendante. Les véhicules sont disponibles principalement en 6x6 et en variante également en 4x4. Il est commercialisé soit comme camion lourd routier (camion benne ou semi-remorque), soit comme engin de travail (utilisé dans les mines, par exemple). Le T163 est la continuation de la tradition commencée avec le Tatra 111, qui a joué un rôle crucial dans les efforts de reconstruction de l'Europe centrale et orientale après la Seconde Guerre mondiale ainsi que dans la conquête de l'Extrême-Orient russe.

## Histoire
Au début des années 1980, les Tatra 148 et Tatra 813 à cabines conventionnelles ont été remplacées par le modèle de camion Tatra 815. Cependant Tatra visait à développer un camion à benne basculante lourd pour une utilisation dans les conditions les plus difficiles (par exemple, les mines). Cela a conduit au prototype Tatra 162, qui n'a pas été produit en série. Plus tard en 1995, le premier prototype de la prochaine ligne T 163 a été construit, bien qu'il ait été désigné comme T-815-24BSK8. La conception traditionnelle offre une sécurité accrue pour le conducteur et un accès plus facile au moteur. Le capot est en stratifié léger et se replie vers l'avant.
Un camion avec un réglage de cabine conventionnel a été demandé en particulier par les clients de Tatra en Sibérie (où les moteurs refroidis par air de Tatra nécessitent moins d'entretien par rapport à ceux refroidis par eau). La cabine conventionnelle est privilégiée par le fait que le conducteur peut se réchauffer dans la cabine même pendant une éventuelle réparation du moteur sur route (la cabine dispose d'un chauffage indépendant).
Au cours de la période 1995-1998, un certain nombre de prototypes ont été fabriqués. Depuis 1997, un prototype a été testé dans l'environnement le plus rude de la Sibérie arctique, pour être ensuite remis à une société de forage gazier. En 1998, le capot est raccourci de 295 mm pour se conformer aux directives concernant la longueur maximale du camion et de la remorque. En 1999, le camion est certifié pour une utilisation sur les routes de la République tchèque, de la Slovaquie et de la Russie et plus tard la même année, la production en série a commencé.